# Chionaspis obclavata
Chionaspis obclavata är en insektsart som beskrevs av Chen 1983. Chionaspis obclavata ingår i släktet Chionaspis och familjen pansarsköldlöss. Inga underarter finns listade i Catalogue of Life.